# Stanley Cup 2012
La finale della Stanley Cup 2012 è una serie al meglio delle sette gare che ha determinato il campione della National Hockey League per la stagione 2011-12. Questa è la 119ª edizione della Stanley Cup. Al termine dei playoff i New Jersey Devils, campioni della Eastern Conference, si sfidarono contro i Los Angeles Kings, vincitori della Western Conference. La serie iniziò il 30 maggio per poi concludersi l'11 giugno, e vide la conquista da parte dei Kings della Stanley Cup per 4 a 2. I Kings vensero la loro prima Stanley Cup ed interruppero un digiuno lungo 45 anni, data della loro fondazione. Il portiere dei Los Angeles Kings Jonathan Quick fu premiato con il Conn Smythe Trophy come miglior giocatore dei playoff.
Per la prima volta dalla stagione 2005-06 fu la rappresentante della Eastern Conference a godere del vantaggio casalingo, grazie alla miglior prestazione dei Devils al termine della stagione regolare nei confronti dei Kings, con 102 punti ottenuti contro i 95 degli avversari. I Devils per la prima volta nella storia delle finali della Stanley Cup ebbero il fattore campo nonostante la sesta posizione; il record precedente era detenuto sempre dai Devils, capaci di giungere alla finale al quarto posto di Conference nel 2000.
La finale del 2012 segnò la fine dell'assenza dei Los Angeles Kings dall'evento conclusivo della stagione NHL. Nella loro storia i californiani giunsero alla finale solo nel 1993, quando la formazione guidata da Wayne Gretzky fu sconfitta per 4-1 dai Montreal Canadiens. I New Jersey Devils invece fecero la loro ultima apparizione in finale nel 2003, quando vinsero il titolo per 4-3 contro i Mighty Ducks of Anaheim.
Per la prima volta inoltre le due squadre finaliste vantavano entrambi i capitani di nazionalità statunitense, con i Los Angeles rappresentati da Dustin Brown e New Jersey da Zach Parise. L'ultimo capitano statunitense ad aver vinto la Stanley Cup fu Derian Hatcher con i Dallas Stars nel 1999. La composizione delle finaliste assicurerà inoltre il primato della squadra classificata più in basso al termine della stagione regolare capace di vincere la Stanley Cup, altro record detenuto precedentemente dai Devils, capaci di vincere il titolo partendo dalla quinta posizione nella Eastern Conference nel 1995.

## Contendenti

### New Jersey Devils
La stagione 2011-2012 per i Devils fu la prima sotto la guida dell'allenatore Peter DeBoer, subentrato al termine del campionato precedente a Jacques Lemaire. Sotto la guida di DeBoer New Jersey concluse la stagione regolare classificandosi al sesto posto nella Eastern Conference, nonostante 102 punti raccolti. I Devils al primo turno affrontarono l'ex squadra di DeBoer, i vincitori della Southeast Division dei Florida Panthers, con il punteggio di 4-3 nella serie. Nei due turni successivi, la semifinale e la finale di Conference, i Devils superarono due compagini incluse nella loro stessa division, la Atlantic, rispettivamente i quinti classificati dei Philadelphia Flyers per 4-1 e i vincitori della Eastern Conference dei New York Rangers per 4-2.

### Los Angeles Kings
I Kings iniziarono la stagione con un record di 13–12–4, prima del licenziamento dell'allenatore Terry Murray giunto il 12 dicembre. Dopo la gestione ad-interim di John Stevens la panchina di Los Angeles fu affidata il 20 dicembre a Darryl Sutter. Sotto la gestione di Sutter i Kings strapparono l'ultimo posto utile per accedere ai playoff concludendo la stagione regolare all'ottavo posto con 95 punti raccolti. Los Angeles fu la seconda squadra capace di sconfiggere la 1ª, la 2ª e la 3ª classificata della propria Conference negli stessi playoff  (prima squadra a farlo in quest'ordine), dopo i Calgary Flames nella stagione 2003–04, anch'essi allenati da Darryl Sutter. Al primo turno eliminarono in cinque partite i Vancouver Canucks, detentori del Presidents' Trophy; al secondo turno sconfissero per 4-0 i St. Louis Blues; nella finale di Conference ebbero la meglio sui Phoenix Coyotes per 4-1. I Kings furono in grado di registrare il record di 8 vittorie e 0 sconfitte nelle gare giocate in trasferta, risultato mai raggiunto prima per una squadre giunta alle finali della Stanley Cup. I Kings furono la seconda squadra ad arrivare in finale partendo dalla ottava posizione ad Ovest dopo gli Edmonton Oilers nella stagione 2005-06.

## Serie

### Gara 1
| Arbitri: | Dan O'Halloran Brad Watson |

|                            |           |                 |
| Fraser 09:56 Kopitar 68:13 | Marcatori | 38:48 Volčenkov |

### Gara 2
| Arbitri: | Dan O'Rourke Chris Rooney |

|                               |           |                 |
| Doughty 07:49 J. Carter 73:42 | Marcatori | 42:59 R. Carter |

### Gara 3
| Arbitri: | Dan O'Halloran Brad Watson |

|  |           |                                                             |
|  | Marcatori | 25:40 Martinez 42:59 Kopitar 44:15 R. Carter 46:47 Williams |

### Gara 4
| Arbitri: | Dan O'Rourke Chris Rooney |

|                                            |           |               |
| Eliáš 07:49 Henrique 55:29 Koval'čuk 59:40 | Marcatori | 48:56 Doughty |

### Gara 5
| Arbitri: | Dan O'Halloran Brad Watson |

|                |           |                             |
| Williams 23:26 | Marcatori | 12:45 Parise 29:05 Salvador |

### Gara 6
| Arbitri: | Dan O'Rourke Chris Rooney |

|                |           |                                                                    |
| Henrique 38:45 | Marcatori | 11:03 Brown 12:45, 21:50 J. Carter 15:01, 56:15 Lewis 56:30 Greene |

## Roster dei vincitori
| Vincitori della Stanley Cup 2012 Los Angeles Kings | Portieri: Jonathan Quick, Jonathan Bernier Difensori: Matt Greene (A), Rob Scuderi, Drew Doughty, Vjačeslav Vojnov, Alec Martinez, Willie Mitchell, Davis Drewiske Attaccanti: Mike Richards, Anže Kopitar (A), Simon Gagné, Kyle Clifford, Justin Williams, Brad Richardson, Kevin Westgarth, Scott Parse, Trevor Lewis, Dustin Brown (C), Colin Fraser, Dustin Penner, Jarret Stoll, Andrej Loktionov, Jordan Nolan, Dwight King, Jeff Carter Staff Tecnico: Darryl Sutter (Allenatore), Jamie Kompon (Ass. allenatore), John Stevens (Ass. Allenatore) |